# Walmor de Oliveira
Walmor de Oliveira (Laguna, 12 de fevereiro de 1918 – 11 de março de 1976) foi um médico e político brasileiro.

## Vida
Filho de Joaquim Júlio de Oliveira e de Severina Goulart de Oliveira, formado em medicina pela Faculdade de Ciências Médicas do Rio de Janeiro, em 1946.

## Carreira
Foi prefeito eleito de Laguna, de 31 de janeiro de 1955 a 30 de janeiro de 1959.
Foi deputado à Assembleia Legislativa de Santa Catarina na 4ª legislatura (1959 — 1963) e na 5ª legislatura (1963 — 1967), como suplente convocado, eleito pelo Partido Trabalhista Brasileiro (PTB).